# 太田宏次
太田 宏次(おおた ひろじ、1932年11月29日 - ）は、日本の経営者。工学博士。中部電力元社長。

## 経歴
長野県松本市出身。長野県松本深志高校を経て1955年に東京大学工学部電気工学科を卒業し、同年に中部電力に入社。1985年6月に取締役に就任し、1989年6月には常務に就任し、1991年6月には副社長に就任し、1995年6月には社長に昇格した。2001年6月に会長に就任した。
中部電力は、2004年、太田宏次前会長による中国古美術品の不明朗な取引の損害額が4億5700万円に上り、うち9割を太田前会長に賠償するよう求めたと発表、太田前会長も支払いを了承したという。購入した古美術品計262点を鑑定した結果、贋作も含まれ実際の価値は購入金額の2－3割だったという。役員も、損害額の1割は川口文夫社長や購入を担当した総務部担当役員らが負担する。社長ら9人が報酬の一部を自主的に返納するとも発表。返納するのは社長が報酬の30％、副社長5人が20％、常務ら3人が10％で、各3カ月間。さらに社長と担当取締役は厳重注意、総務部長をけん責処分とした。同年中部電力会長を辞任、名古屋市東区の同社で記者会見し、「客の不信を招き、多大な迷惑を掛けたのは不徳のいたすところ」と謝罪、知人の古美術商からの不明朗な美術品購入で、同社への不信が膨らんだ責任を取ったとの考えを明らかにした。古美術品購入に関しては「当時の判断としては間違っていなかった」と強調したが、美術品の真贋の判断などは、社内の法令順守推進会議の調査に委ねる姿勢を示した。中部経済連合会会長や2005年日本国際博覧会（愛知万博）協会副会長など外部の役職に関しては「早期に辞する」と説明した。
電気事業連合会会長、中部経済連合会会長も務め、1970年から1985年までに愛知工業大学で講師を務めた。
趣味は漢詩。